# آکادمی بین‌المللی شیمی ریاضی
آکادمی بین‌المللی شیمی ریاضی (به انگلیسی: International Academy of Mathematical Chemistry) (مخفف IAMC) در سال ۲۰۰۵ میلادی توسط میلان رندیچ در شهر دوبرونیک در کشور کرواسی تأسیس شد. این آکادمی، یک سازمان مرتبط با علم شیمی و ریاضیات است و بنیان‌های اولیه آن تا جایی حوالی دهه ۱۹۳۰ میلادی به عقب برمی‌گردد. اعضای آکادمی ۸۸ نفر (۲۰۱۱) از سراسر جهان (۲۷ کشور) هستند که در میان آن‌ها برندگان جایزه نوبل جایزه نوبل هم وجود دارد.